# Кравчук Марія Василівна
Марія Василівна Кравчук (22 січня 1954, м. Прокоп'євськ Кемеровської області, Росія) — член Національної спілки майстрів народного мистецтва України (1999), заслужений майстер народної творчості України (2006).

## Біографія
Народилася в Росії, куди були вислані радянською владою її батьки. У 1956 році родина повернулася у рідне село Туличів Турійського району на Волині.
У 1976 закінчила Львівське училище декоративно-прикладного мистецтва ім. Івана Труша. Працювала художником-оформлювачем у колгоспі та в районному відділі зв'язку. З 1984 працює вчителем Купичівської школи. У 1990 закінчила художньо-графічний факультет Івано-Франківського педагогічного інституту. З 30 червня 2008 керує першим і єдиним в Україні музеєм солом'яного мистецтва «Солом'яне диво» (с. Купичів, Турійський р-н).

## Творчість
Соломоплетінням почала займатися з 1984. Постійно шукала нових видів плетива, нових форм і матеріалів, розробила своєрідну технологію соломоплетіння. Знахідка — це плоскі фігури птахів, тварин, фантазійні форми, перехід однієї форми на іншу.
У 1987 представила свої твори на обласній виставці творів самодіяльних художників та майстрів, де на неї звернули увагу. З 1989 фонди Волинського краєзнавчого музею поповнюються її творами.
Марія Кравчук декілька разів представляла на творчих звітів Волині в Києві, учасниця всіх щорічних виставок «Українська традиційна іграшка та лялька», що організовує Національний музей Тараса Шевченка, «Містечка майстрів» Міжнародного фестивалю українського фольклору «Берегиня».
Представляла Україну на І Міжнародному фестивалі солом'яного мистецтва в Мінську (2003). На Міжнародному фестивалі солом'яних масок на тему «Міфи і легенди» (Каліфорнія, 2004) її маска «Мавка» отримала І премію і залишилися на виставці в США. На Міжнародній виставці «ЕКСПО-2005» з екології в м. Нагойя у павільйоні України майстриня демонструвала плетіння з житньої соломки. У 2005 на Міжнародному фестивалі солом'яного мистецтва в Мінську провела майстер-клас для майстрів Англії, Америки, Нідерландів, Канади, Бельгії, Польщі, Росії, Білорусі. М.Кравчук представляла Україну на Міжнародному фестивалі «Солом'яне мистецтво світу», що відбувався в Угорщині, в м. Пічвард у липні 2007, де привернула увагу серед 110 майстрів соломоплетіння, провела майстер-клас.
Завдяки своїм організаторським здібностям змогла запросити на перший в Україні Міжнародний фестиваль соломкарства «Сніп», що проходив на Волині з 1 по 7 серпня 2010, митців із Швейцарії, Білорусі, Росії, Узбекистану, Угорщини, Нідерландів, Непалу, Великої Британії та США.